# Протефлазид
Протефлазид — лекарственное средство, не имеющее доказанной эффективности. Производится в Украине. Международное непатентованное наименование отсутствует.
Производителем позиционируется в качестве противовирусного средства.
Для протефлазида не существует клинических испытаний, которые доказывали бы его эффективность.

## Описание
Протефлазид представляет собой фитопрепарат — спиртовой экстракт флавоноидов двух дикорастущих растений: щучки дернистой (Deschampsia cetspitosa L.) и вейника наземного (Calamagrostis epigeios L.).
По заявлениям производителя, протефлазид проявляет противовирусную активность и выступает индуктором синтеза эндогенного интерферона, а также обладает антиоксидантными и апоптозмодулирующими свойствами.
Препарат был разработан украинской компанией «ООО НПК „Экофарм“». Выпускается в форме спиртового экстракта (капли) под торговым названием «Протефлазид», в форме сиропов под торговыми названиями «Иммунофлазид» и «Флавозид» (содержат 2 % протефлазида).
Протефлазид присутствует в «Расстрельном списке препаратов» Никиты Жукова.
В 2018 году производитель подал в украинский суд иск о защите деловой репутации (дело № 127/7062/18) в ответ на публикацию, в которой протефлазид был отнесён к «фуфломицинам», то есть к неэффективным препаратам. В удовлетворении иска суд отказал.
В 2020 году бывший руководитель украинского Центра гриппа Александр Гриневич на основе компьютерного моделирования заявил, что Протефлазид может быть эффективен против коронавирусной инфекции 2019 года, при том, что научные доказательства какого-либо противовирусного действия этого препарата отсутствуют.

## Фармакологические свойства

### Фармакокинетика
Всасывается в кишечнике, частично метаболизируется в печени, распределяется по тканям тела, — согласно инструкции к препарату, — проникает только в заражённые вирусом клетки, а здоровые игнорирует.

### Механизм действия
Производителем заявлено прямое противовирусное действие препарата, заключающееся в его способности воздействовать на вирус-специфические ферменты ДНК-полимеразу, тимидинкиназу, обратную транскриптазу, нейраминидазу), что по замыслу разработчиков должно блокировать репликацию вирусов и препятствовать развитию инфекционного процесса. Ранее было заявлено, что Протефлазид способен выступать индуктором эндогенного интерферона α и γ, что должно способствовать повышению устойчивости организма инфекциям.
Производитель также заявил о антиоксидантной и апоптоз-модулирующей активности Профтелазида, что стало обоснованием для применения этого препарата в терапии хронических инфекционных заболеваний.

## Применение
Согласно инструкции, препарат следует применять при лечении разных видов герпеса.
Взаимодействие с другими лекарственными препаратами не установлено.

## Побочное действие
В редких случаях возможны аллергические реакции, раздражение слизистых оболочек в местах нанесения препарата, расстройства пищеварения (тошнота, рвота, диарея), лихорадка.

## Противопоказания
- Чувствительность к компонентам препарата, аллергические реакции[1].
- Язвенная болезнь желудка или двенадцатиперстной кишки в стадии обострения[1].
- Детский возраст[1].

### Документы
- Регистрационное удостоверение ЛСР-001432/07 : Протефлазид® // Государственный реестр лекарственных средств. — Минздрав РФ, 2007. — 9 июля.
- Исаев, Г. В. Инструкция по медицинскому применению лекарственного препарата Протефлазид® : ЛСР-001432/07-090707 / НПК «Экофарм»; С. В. Буданов, Институт доклинической и клинической экспертизы лекарственных средств. — Министерство здравоохранения Российской Федерации, 2007. — 9 июля. — 3 с.